# Brachyotum coronatum
Brachyotum coronatum är en tvåhjärtbladig växtart som först beskrevs av José Jéronimo Triana, och fick sitt nu gällande namn av John Julius Wurdack. Brachyotum coronatum ingår i släktet Brachyotum och familjen Melastomataceae. Inga underarter finns listade i Catalogue of Life.